# Station Gausel
Station Gausel is een station in Gausel, een buitenwijk van Stavanger in het zuiden van Noorwegen. Het station ligt aan Sørlandsbanen, maar wordt alleen bediend door  de stoptreinen van Jærbanen richting Stavanger en Egersund. 
Het station werd gebouwd in het kader van de verdubbeling van de spoorlijn tussen Sandnes en Stavanger. 